# Jacques Kerchache
Jacques Kerchache, né le 6 août 1942 à Rouen et mort le 8 août 2001 à Cancún (Mexique), est un collectionneur et marchand d'art français, spécialisé dans les arts premiers.

## Biographie
Très jeune, il rencontre le poète Max-Pol Fouchet, puis ouvre, en 1960, rue des Beaux-Arts à Paris une galerie où alternent les expositions de jeunes artistes (Robert Malaval, Pol Bury, Sam Szafran...) et celles dévolues aux arts primitifs – pour lesquels il invente dans les années 1970 l'expression « Arts premiers ». Il entreprend de nombreux voyages d'étude (Afrique noire, Indonésie) pour y étudier les arts primitifs. En 1980, il cesse son métier de marchand d'art pour se consacrer à l'organisation d'expositions.
Il est nommé en 1978 conseiller technique auprès du président sénégalais Léopold Sédar Senghor pour le projet du musée des civilisations noires de Dakar.
Ayant rencontré Jacques Chirac en vacances à l'île Maurice en 1990 (1992 selon d'autres sources), il devient dans ce domaine l'interlocuteur favori de ce dernier, lui-même grand amateur d'arts premiers. C'est pendant ces vacances que Kerchache soumet à Chirac l'idée d'un musée des Arts premiers, comme en a été témoin Jean-Pierre Elkabbach.
Jacques Kerchache est à l'origine de l'ouverture du Pavillon des sessions du Louvre en 2000 sous le patronage du président de la République, qui lui confie alors le projet de concevoir la collection des Arts premiers,. Le musée de l'Homme, des Civilisations et de l'Art, dit aussi musée des Arts premiers ou encore musée du Quai Branly est le chantier culturel du président Chirac, pour lequel une somme d'un milliard de francs est allouée. « Marchand d'art controversé, collectionneur avisé », ses adversaires ont critiqué son passé, sa science d'homme sans diplômes mais érudit, à assimiler, selon le marchand d'art africain du Cameroun Alain de Monbrison, « son remarquable travail de marchand au simple pillage ».
Jacques Kerchache est mort cinq ans avant l'inauguration en juin 2006 du musée du Quai Branly,. Sa veuve, Anne, est, par décision ministérielle, membre du conseil d'administration du musée.

## Ouvrages
- Les chefs-d'œuvre du monde entier naissent libres et égaux, éd. Adam Biro, 1990
- L'Art africain, éditions Citadelles - Mazenod, 1988 (nouvelle édition revue et augmentée en 2008) - c'est la présence de ce livre sur le bureau de Jacques Chirac sur une photo qui incite Jacques Kerchache à aborder le maire de Paris
- Nature démiurge - insectes, Actes Sud, 2000, (Fondation Cartier pour l'art contemporain), texte d'Ettore Sottsass et photographies de Patrick Gries. Livre édité après l'exposition Être nature; exposition qui est présentée à la Fondation Cartier pour l'art contemporain à Paris en 1998.
- (fr + en) Anne et Jacques Kerchache, Suzanne Preston Blier, Gabin Djimassé, Marc Augé, Patrick Vilaire, Vaudou Vodun : [exposition, Paris, Fondation Cartier pour l'art contemporain, 5 avril-25 septembre 2011], Paris, Fondation Cartier pour l'art contemporain, 2011, 236 p. (ISBN 978-2-86925-093-2).

Sur le rôle de Jacques Kerchache dans la création du musée du Quai Branly :
- Jacques Kerchache, Portraits croisés, collectif, Gallimard - musée du Quai Branly, 2003
- Bernard Dupaigne, Le Scandale des arts premiers. La Véritable Histoire du musée du Quai Branly, Paris, Mille et une nuits, 2006. (Comme son titre l'indique, l'ouvrage est très critique, notamment à l'égard de la personne de Jacques Kerchache. L'auteur, Bernard Dupaigne, a été directeur du laboratoire d'ethnologie du musée de l'Homme).
- Sally Price, Au musée des illusions : Le Rendez-vous manqué du Quai Branly, Éditions Denoël, Paris, 2011, 368 p.